# Colli Altotiberini bianco
Le Colli Altotiberini bianco est un vin blanc italien de la région Ombrie doté d'une appellation DOC depuis le 22 janvier 1980. Seuls ont droit à la DOC les vins récoltés à l'intérieur de l'aire de production définie par le décret.

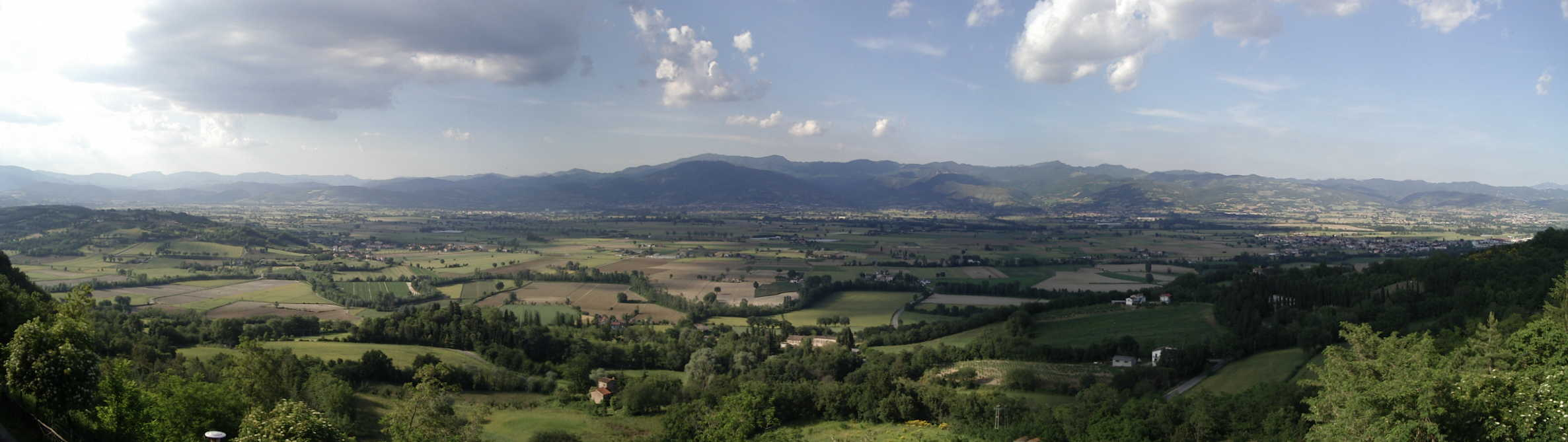
Panorama de la haute vallée du Tibre depuis Citerna

## Aire de l'appellation
Les  vignobles autorisés se situent en province de Pérouse dans les communes de San Giustino, Citerna, Città di Castello, Monte Santa Maria Tiberina, Montone, Umbertide, Gubbio et Pérouse dans la Haute vallée du Tibre.

## Caractéristiques organoleptiques
- couleur : jaune paille plus ou moins intense.
- odeur : caractéristique, agréable
- saveur : sec, harmonique, agréable

Le Colli Altotiberini bianco se déguste à une température comprise entre 8 et 10 °C.  Il se boit dans sa jeunesse.

## Production
Province, saison, volume en hectolitres :
- Perugia  (1990/91)  1937,11
- Perugia  (1991/92)  1274,91
- Perugia  (1992/93)  1655,51
- Perugia  (1993/94)  1412,08
- Perugia  (1994/95)  1208,42
- Perugia  (1995/96)  694,57
- Perugia  (1996/97)  1021,44